# Joan Palomba
Joan Palomba (l'Alguer, 7 d'agost de 1876 - 29 de març de 1953) fou un lingüista i mestre d'escola alguerès.

## Biografia
Va ser el fill petit d'una família d'arrels napolitanes, amb quatre germans més.
Es va llicenciar en magisteri l'any 1897 i va exercir de mestre a les escoles de Chivasso i Pinerolo, dos municipis de la província de Torí, i a l'escola municipal de l'Alguer. L'any 1902 es va casar amb Maria Cipriani, amb qui va tenir cinc fills.
Va ser membre fundador de l'Agrupació Catalanista de Sardenya - La Palmavera, l'any 1906, juntament amb Josep Frank, Joan Pais, Carmen Dore i Antoni Ciuffo, conegut també pel sobrenom de Ramon Clavellet. La finalitat d'aquesta associació era defensar i promoure el coneixement i la identitat cultural i lingüística pròpia de l'Alguer, a través, entre d'altres, de la recopilació de la literatura popular i el folklore en llengua algueresa.

Precisament amb Antoni Ciuffo formà part de la representació d'intel·lectuals algueresos que va assistir al I Congrés Internacional de la Llengua Catalana, que es va celebrar del 13 al 18 d'octubre de 1906 a Barcelona, on va presentar una comunicació sobre la gramàtica del dialecte alguerès modern que acabava de publicar, titulada Grammatica del dialetto algherese odierno, i que va provocar l'admiració dels assistents, tal com es va fer ressò el setmanari Ilustració catalana, núm. 177, del 21 d'octubre d'aquell mateix any:
“Y ab agradable sorpresa apreníam dels joves Palomba y Ciuffo la variant algueresa de Sardenya y son català ab barreges italianes nos afermava en l'idea de l'estretissima germanor de les dues llengües.”
Malgrat no tenir una formació lingüística acadèmica, la seva gramàtica, escrita en italià, va suposar un pas endavant en el coneixement del fet lingüístic alguerès.
Els anys següents va continuar amb la tasca de difondre la literatura catalana i el folklore popular de l'Alguer, i pel mes de maig de 1909 es desplaçà a Barcelona per fer-hi conferències a l'Ateneu Barcelonès, a l'Associació Universitària i al Centre Excursionista de Catalunya.
Aquell mateix any va publicar un estudi titulat Atraverso la letteratura catalana contemporània, amb el qual pretenia donar a conèixer la literatura catalana a Itàlia i que incloïa la traducció de l'obra de Joan Amades anomenada Éstudes de littérature meridionale.
L'any 1911 va recollir en una publicació titulada Tradizioni usi e costumi di Alghero, un seguit de cançons populars, proverbis i jocs infantils tradicionals del folklore alguerès. Aquest estudi va ser reeditat per Antoni Nughes l'any 1996.
Per tal de difondre Grammatica del dialetto algherese odierno i rebre algun tipus d’ajut econòmic, obra que havia creat des de la passió i el voluntarisme, va trametre una carta (publicada a El poble català, corresponent al 12 d’agost de 1906) als organitzadors del Primer Congrés Internacional de la Llengua Catalana a Barcelona, per comunicar-los el seu interès en assistir-hi:
Me prench la llibertat de me revolgir a vostè que coneix sol de nom, per tindre també en Catalunya un ajut en la publicació de la mia gramatica del dialecte moderno de l’Alguer. Es aquest un modest contribut que jo port a la bona y traballadora Catalunya…He sabut que en octubre se tengarà en Barcelona un congrés català. Amb plaier sigueriva dispost de portar lo meu contribut, prenenl part a la discussió y presentant oltra la gramàtica, també lo diccionari Alguerès-català-ltalià, que acabaré luego. per això es menester de me fer tendra la manera do puguer participar. La seva intervenció al Congrés va causar gran curiositat entre els congressistes i els periodistes congregats.
Arran de l'assistència al Primer Congrés Internacional de la Llengua Catalana, va cultivar relacions amb lingüistes i erudits d'arreu, com ara Pier Enea Guarnerio, professor de la Universitat de Pavia, tal com queda palès a les cinc cartes escrites entre 1906 i 1908 que contenen consultes i suggeriments lingüístics. També va mantenir contactes amb Max Leopold Wagner, romanista alemany estudiós de la llengua sarda, amb qui es va cartejar entre 1911 i 1912. Aquest recull epistolar va ser publicat pel filòleg català August Bover i Font.
Un altre personatge important en la vida de Joan Palomba va ser Antoni M. Alcover, que precisament va ser qui va presidir el I Congrés Internacional de la Llengua Catalana i al mateix temps el va convidar a assistir-hi. Amb ell hi va mantenir una bona relació, fins al punt que el va acollir a casa seva durant la visita que va fer a l'Alguer l'any 1913. De la correspondència entre aquests dos erudits s'ha publicat un estudi a càrrec de la filòloga catalana Maria Pilar Perea.
Joan Palomba va morir a la seva ciutat natal, el dia 29 de març de 1953, havent realitzat al llarg de la seva vida una important tasca de preservació lingüística de l'alguerès i essent considerat un dels intel·lectuals més representatius de la primera renaixença algueresa.
A la seva memòria, el Centre de Recursos Pedagògics Maria Montessori va crear l'any 1999 un projecte que porta el seu nom, el Projecte Joan Palomba que pretén acostar la llengua catalana a les escoles alguereses. El projecte es fruit de l'acord entre l'Ajuntament de l'Alguer, Òmnium Cultural de l'Alguer i l'Enllaç de Germanor amb l'Alguer.

## Obres
- Grammatica del Dialetto Algherese odierno (1906)
- Attraverso la letteratura catalana: saggio stratto dall'opera "Éstudes de littérature meridionale", del prof. J. Amade, tradotto da Giovanni Palomba, con prefazione di Pio Enea Guarnerio (1909)
- Tradizioni usi e costumi di Alghero (1911)